# Pro Pinball: Timeshock!
Pro Pinball: Timeshock! est un jeu vidéo de flipper développé par Cunning Developments et édité par Empire Interactive, sorti en 1997 sur DOS, Windows, Mac et PlayStation.

## Système de jeu
Le jeu est thématisé autour des voyages dans le temps, rendus possibles par la présence d'une machine temporelle sur le plateau. Plusieurs zones temporelles sont accessibles au joueur: The Present Day, The Distant Future, Ancient Rome and The Prehistoric Age. L'accomplissement de certaines missions permet au joueur d'accéder une autre zone temporelle (bien que certaines soient verrouillées et débloquables en remplissant des objectifs secondaires).
Bien que le gameplay reste identique d'une zone temporelle à l'autre, les objectifs et récompenses sont thématisés en fonction de la zone temporelle, comme un pistolet laser dans le futur ou un aimant dans le présent.
Comme la plupart des jeux de flipper, Pro Pinball: Timeshock! possède un récupérateur de balles qui s'active temporairement. Le couloir de gauche possède une porte laissant une chance au joueur de ne pas perdre la balle. Le couloir de droite possède un "magno-save": un électroaimant placé à la droite dudit couloir et s'active à la pression d'une touche. Utilisé correctement, il peut empêcher la balle d'être perdue, Sinon il n'a soit aucun effet, soit il envoie la balle dans le couloir de sortie. Après chaque usage, le joueur doit tirer sur plusieurs cibles afin de le réactiver.

## Accueil
- PC Jeux : 92 %[1]

## Pro Pinball Ultra
Barnstorm Games, propriétaire de Silverball Studios, une compagnie créée par les développeurs initiaux de Pro Pinball a édité un remake de Pro Pinball: Timeshock! sous le nom The ULTRA Edition et financé grâce à Kickstarter. Le jeu est sorti sur mobile en janvier 2015 et sur PC en juillet 2016,.